# Рупіа
Рупіа́ (кат. Rupià, вимова літературною каталанською [rupi'a]) - муніципалітет, розташований в Автономній області Каталонія, в Іспанії. Код муніципалітету за номенклатурою Інституту статистики Каталонії - 171539. Знаходиться у районі (кумарці) Баш-Ампурда (коди району - 10 та BM) провінції Жирона, згідно з новою адміністративною реформою перебуватиме у складі Баґарії (округи) Жирона. 

## Назва муніципалітету
Назва муніципалітету походить від лат. Rupiānus.

## Населення
Населення міста (у 2007 р.) становить 223 особи (з них менше 14 років - 12,6%, від 15 до 64 - 63,2%, понад 65 років - 24,2%). У 2006 р. народжуваність склала 3 особи, смертність - 1 особа, зареєстровано 1 шлюб. У 2001 р. активне населення становило 87 осіб, з них безробітних - 4 особи.

Серед осіб, які проживали на території міста у 2001 р., 169 народилися в Каталонії (з них 108 осіб у тому самому районі, або кумарці), 7 осіб приїхало з інших областей Іспанії, а 6 осіб приїхало з-за кордону. 

Вищу освіту має 14% усього населення. 

У 2001 р. нараховувалося 69 домогосподарств (з них 21,7% складалися з однієї особи, 31,9% з двох осіб,24,6% з 3 осіб, 8,7% з 4 осіб, 8,7% з 5 осіб, 4,3% з 6 осіб, 0% з 7 осіб, 0% з 8 осіб і 0% з 9 і більше осіб).

Активне населення міста у 2001 р. працювало у таких сферах діяльності : у сільському господарстві - 12%, у промисловості - 14,5%, на будівництві - 8,4% і у сфері обслуговування - 65,1%. 

 У муніципалітеті або у власному районі (кумарці) працює 78 осіб, поза районом - 27 осіб.

### Безробіття
У 2007 р. нараховувалося 1 безробітний (у 2006 р. - 3 безробітних), з них чоловіки становили 100%, а жінки - 0%.

## Економіка

### Підприємства міста

#### Промислові підприємства
| \| Промислові підприємства міста, за сферою діяльності \| Промислові підприємства міста, за сферою діяльності \| Промислові підприємства міста, за сферою діяльності \| \| Рік \| 2002 р. \| 2001 р. \| \| --------------------------------------------------- \| --------------------------------------------------- \| --------------------------------------------------- \| \| Енергетичні та водні ресурси \| 0% \| 0% \| \| Хімія та метали \| 0% \| 0% \| \| Переробка металів \| 50% \| 50% \| \| Продукти харчування \| 50% \| 50% \| \| Текстиль \| 0% \| 0% \| \| Виробництво меблів, видання \| 0% \| 0% \| \| Інше \| 0% \| 0% \| \| Усього підприємств \| 4 \| 4 \| |         |         |
| Промислові підприємства міста, за сферою діяльності |         |         |
| Рік | 2002 р. | 2001 р. |
| Енергетичні та водні ресурси | 0%      | 0%      |
| Хімія та метали | 0%      | 0%      |
| Переробка металів | 50%     | 50%     |
| Продукти харчування | 50%     | 50%     |
| Текстиль | 0%      | 0%      |
| Виробництво меблів, видання | 0%      | 0%      |
| Інше | 0%      | 0%      |
| Усього підприємств | 4       | 4       |

#### Роздрібна торгівля
| \| Підприємства роздрібної торгівлі міста, за сферою діяльності \| Підприємства роздрібної торгівлі міста, за сферою діяльності \| Підприємства роздрібної торгівлі міста, за сферою діяльності \| \| Рік \| 2002 р. \| 2001 р. \| \| ------------------------------------------------------------ \| ------------------------------------------------------------ \| ------------------------------------------------------------ \| \| Продукти харчування \| 100% \| 100% \| \| Одяг та взуття \| 0% \| 0% \| \| Товари для дому \| 0% \| 0% \| \| Книги та періодичні видання \| 0% \| 0% \| \| Промислова хімічна продукція \| 0% \| 0% \| \| Продукція, пов'язана з транспортними засобами \| 0% \| 0% \| \| Інше \| 0% \| 0% \| \| Усього підприємств \| 2 \| 2 \| |         |         |
| Підприємства роздрібної торгівлі міста, за сферою діяльності |         |         |
| Рік | 2002 р. | 2001 р. |
| Продукти харчування | 100%    | 100%    |
| Одяг та взуття | 0%      | 0%      |
| Товари для дому | 0%      | 0%      |
| Книги та періодичні видання | 0%      | 0%      |
| Промислова хімічна продукція | 0%      | 0%      |
| Продукція, пов'язана з транспортними засобами | 0%      | 0%      |
| Інше | 0%      | 0%      |
| Усього підприємств | 2       | 2       |

#### Сфера послуг
| \| Підприємства міста, що працюють у сфері послуг, за діяльністю \| Підприємства міста, що працюють у сфері послуг, за діяльністю \| Підприємства міста, що працюють у сфері послуг, за діяльністю \| \| Рік \| 2002 р. \| 2001 р. \| \| ------------------------------------------------------------- \| ------------------------------------------------------------- \| ------------------------------------------------------------- \| \| Гуртова торгівля \| 0% \| 0% \| \| Готелі та готельний бізнес \| 20% \| 25% \| \| Транспорт та зв'язок \| 0% \| 0% \| \| Посередницькі фінансові послуги \| 0% \| 0% \| \| Послуги підприємствам \| 0% \| 0% \| \| Послуги фізичним особам \| 80% \| 75% \| \| Нерухомість та ін. \| 0% \| 0% \| \| Усього підприємств \| 5 \| 4 \| |         |         |
| Підприємства міста, що працюють у сфері послуг, за діяльністю |         |         |
| Рік | 2002 р. | 2001 р. |
| Гуртова торгівля | 0%      | 0%      |
| Готелі та готельний бізнес | 20%     | 25%     |
| Транспорт та зв'язок | 0%      | 0%      |
| Посередницькі фінансові послуги | 0%      | 0%      |
| Послуги підприємствам | 0%      | 0%      |
| Послуги фізичним особам | 80%     | 75%     |
| Нерухомість та ін. | 0%      | 0%      |
| Усього підприємств | 5       | 4       |

## Житловий фонд
У 2001 р. 5,8% усіх родин (домогосподарств) мали житло метражем до 59 м2, 13% - від 60 до 89 м2, 20,3% - від 90 до 119 м2 і
60,9% - понад 120 м2.

З усіх будівель у 2001 р. 17,1% було одноповерховими, 34,8% - двоповерховими, 48,1
% - триповерховими, 0% - чотириповерховими, 0% - п'ятиповерховими, 0% - шестиповерховими,
0% - семиповерховими, 0% - з вісьмома та більше поверхами.

## Автопарк
| \| Автомобілі, зареєстровані у місті, за призначенням \| Автомобілі, зареєстровані у місті, за призначенням \| Автомобілі, зареєстровані у місті, за призначенням \| \| Рік \| 2006 р. \| 2005 р. \| \| -------------------------------------------------- \| -------------------------------------------------- \| -------------------------------------------------- \| \| Приватні автомобілі \| 60,7% \| 63,5% \| \| Мотоцикли \| 10,3% \| 10,9% \| \| Вантажівки \| 26,4% \| 23,5% \| \| Трактори \| 0% \| 0% \| \| Автобуси та ін. \| 2,5% \| 2,2% \| \| Усього автомобілів \| 242 шт. \| 230 шт. \| |         |         |
| Автомобілі, зареєстровані у місті, за призначенням |         |         |
| Рік | 2006 р. | 2005 р. |
| Приватні автомобілі | 60,7%   | 63,5%   |
| Мотоцикли | 10,3%   | 10,9%   |
| Вантажівки | 26,4%   | 23,5%   |
| Трактори | 0%      | 0%      |
| Автобуси та ін. | 2,5%    | 2,2%    |
| Усього автомобілів | 242 шт. | 230 шт. |

## Вживання каталанської мови
У 2001 р. каталанську мову у місті розуміли 99,4% усього населення (у 1996 р. - 100%), вміли говорити нею 93,3% (у 1996 р. - 
100%), вміли читати 90,6% (у 1996 р. - 97,8%), вміли писати 62,8
% (у 1996 р. - 73,2%). Не розуміли каталанської мови 0,6%.

## Політичні уподобання
У виборах до Парламенту Каталонії у 2006 р. взяло участь 121 особа (у 2003 р. - 145 осіб). Голоси за політичні сили розподілилися таким чином:
| \| Вибори до Парламенту Каталонії \| Вибори до Парламенту Каталонії \| Вибори до Парламенту Каталонії \| \| Рік \| 2006 р. \| 2003 р. \| \| -------------------------------------- \| ------------------------------ \| ------------------------------ \| \| Конвергенція та Єднання (CiU) \| 33,1% \| 28,3% \| \| Соціалістична партія Каталонії (PSC) \| 13,2% \| 24,1% \| \| Народна партія (PP) \| 3,3% \| 7,6% \| \| Ініціатива за Каталонію — Зелені (ICV) \| 14% \| 8,3% \| \| Республіканська лівиця Каталонії (ERC) \| 32,2% \| 31% \| \| Громадяни — Громадянська партія (C's) \| 0,8% \| 0% \| \| Інші \| 3,3% \| 0,7% \| |         |         |
| Вибори до Парламенту Каталонії |         |         |
| Рік | 2006 р. | 2003 р. |
| Конвергенція та Єднання (CiU) | 33,1%   | 28,3%   |
| Соціалістична партія Каталонії (PSC) | 13,2%   | 24,1%   |
| Народна партія (PP) | 3,3%    | 7,6%    |
| Ініціатива за Каталонію — Зелені (ICV) | 14%     | 8,3%    |
| Республіканська лівиця Каталонії (ERC) | 32,2%   | 31%     |
| Громадяни — Громадянська партія (C's) | 0,8%    | 0%      |
| Інші | 3,3%    | 0,7%    |